# 345
345 (CCCXLV) fue un año común comenzado en martes del calendario juliano, en vigor en aquella fecha.
En el Imperio romano, el año fue nombrado como el del consulado de  Amancio y Albino, o menos comúnmente, como el 1098 Ab urbe condita, adquiriendo su denominación como 345 a principios de la Edad Media, al establecerse el anno Domini.